# Rekuperace voda–voda
V rodinných, bytových a panelových domech nachází velké uplatnění zpětné získávání tepla z teplých odpadních vod.
Teplé odpadní vody odtékají do kanalizací bez dalšího využití ale také v průmyslových provozech, hotelech, penzionech, ubytovnách, restauracích, lázních, balneo provozech, pivovarech a všude tam, kde je teplé vody zapotřebí k zajištění běžného provozu.
Rekuperační jednotka voda – voda využívá velký potenciál teplé odpadní vody tak, že předává její teplo vodě přivedené do objektu a tu buď posílá k dohřevu standardními metodami, nebo ji rozvádí k pračkám, myčkám a dalším spotřebičům a zařízením.

## Systém rekuperace
Systém rekuperace je navržen na bázi akumulace teplé odpadní vody v tepelně izolované nádobě, v jejímž nitru dochází k předávání tepla vodě, která jednotkou prochází jako tlaková voda z vodovodního řadu.
Správný poměr obsahu rekuperační jednotky a délky a obsahu šnekového potrubí s procházející chladnou vodou zajišťuje optimální předávání tepla bez potřeby nosného média a bez spotřeby dalších energií.
Odpadní voda oddělená od splaškové WC vody se dle vlastní aktuální teploty rozvrstvuje v rekuperaci, přičemž nejchladnější voda u dna nádoby odtéká díky sifonovému efektu dále do kanalizačního řadu.
Rekuperační jednotku lze umístit vně i uvnitř objektu.

## Účinnost
Rekuperační jednotka může za ideálních provozních podmínek a správného propočtu množství odpadní a předehřívané vody dosáhnout 70 – 90% účinnosti.
Účinnost klesá nenapojením všech odpadních zdrojů teplé vody do rekuperace a nízkým množstvím spotřebované teplé vody, respektive úměrně s klesajícím počtem osob v objektu.

## Typy rekuperačních výměníků
Izolovaný válec o určitém obsahu akumulované vody s dvojitě šnekovitě stočeným nerezovým potrubím, kterým prochází tlaková voda, se zvrásněnou teplosměnnou plochou.